# أنور سجاد
أنور سجاد (بالإنجليزية: Enver Sajjad)‏ (27 مايو 1935، لاهور في باكستان - 6 يونيو 2019، لاهور في باكستان)؛ مترجم، كاتب مسرحي وروائي باكستاني. درس في جامعة ليفربول.